# Максимовка (Тернопольская область)
Максимовка (укр. Максимівка) — село в Збаражской городской общине Тернопольского района Тернопольской области Украины.
Код КОАТУУ — 6122486401. Население по переписи 2001 года составляло 859 человек, в 2020 году составляет 1023 человека.
До 2020 года входило в Збаражский район.

## Географическое положение
Село находится на расстоянии в 1 км от сёл Горы-Стрыевецкие и Чагари-Збаражские. Через село проходит железная дорога, станция Максимовка-Тернопольская.

## История
- 1892 год — дата основания.

## Объекты социальной сферы
- Школа I—II ст.
- Клуб.
- Больница.